# Бадра (Ирак)
Бадра (араб. بدرة‎) — небольшой город на востоке Ирака, расположенный на территории мухафазы Васит, вблизи границы с Ираном. Административный центр одноимённого округа.

## История
Недалеко от Бадры располагался древний шумерский город Дер.

## Географическое положение
Город находится в северо-восточной части мухафазы, на правом берегу реки Галаль-Бадра (бассейн Тигра), на высоте 62 метров над уровнем моря.

Бадра расположена на расстоянии приблизительно 65 километров к северо-северо-востоку (NNE) от Эль-Кута, административного центра провинции и на расстоянии 133 километров к востоку от Багдада, столицы страны.

## Транспорт
Ближайший аэропорт (ICAO: OICI, IATA: IIL) расположен в иранском городе Илам.